# Geta Brătescu
Geta Brătescu (n. 4 mai 1926, Ploiești, România – d. 19 septembrie 2018, București, România) a fost o artistă, fotografă, eseistă și scriitoare română. Este considerată una dintre cele mai remarcabile femei avangardiste din Europa de Est.
Opera sa artistică include lucrări de grafică, desen, colaj, fotografie și ilustrație de carte. 
Geta Brătescu a primit în 2008 titlul de Doctor honoris causa al Universității Naționale de Arte din București, acordat pentru remarcabila sa contribuție la dezvoltarea artei românești contemporane. De asemenea, Geta Brătescu a fost director artistic al revistei de literatură și artă Secolul 20/21. Un sumar al creației sale a făcut obiectul retrospectivei personale organizate la Muzeul Național de Artă în decembrie 1999. În luna mai 2007 artista a expus desene inedite la UNAgaleria în expoziția cu titlul „Cinci minute”.

## Studii
Geta Brătescu urmează Facultatea de Litere a Universității București în perioada 1945–1949, avându-i profesori pe George Călinescu și Tudor Vianu, apoi Institutul de Arte Plastice „Nicolae Grigorescu” București între 1969–1971. Începe studiile de artă în 1945 la Academia de Arte Frumoase, sub îndrumarea maestrului Camil Ressu, dar este forțată să le întrerupă din cauza cenzurii comuniste.
Prezență distinctă în arta contemporană românească, artist complet care alege ca mijloc de expresie atât mediile tradiționale cât și pe cele noi, Geta Brătescu realizează lucrări de grafică, gravură, desen și colaj textil, tapiserie, obiect, acțiune, fotografie, foto-instalație, film (de animație, 8 mm, video).

## Opera
Accepțiunea suprarealistă a obținerii unei spontaneități egale în desen și pictură ca în scris este problematică pentru Geta Brătescu, deoarece exigența «imediateței» este bruiată de infuziunea memoriei. Artista depășește această dificultate, încorporând în desenul «automatic » emergența formelor atunci când mâna transcrie ceea ce îi dictează mintea, într-o mișcare care nu renunță la imboldul ei creator.
Artista a demonstrat o preocupare permanentă pentru procesualitate. Una din lucrările ei emblematice este instalația Către alb (1976) în care mai multe idei artistice dezvoltate anterior converg într-o sinteză unică. În seria de fotografii alb negru artista este treptat acoperită de alb, absorbită de spațiul înconjurător al atelierului supus aceleiași metamorfoze către alb - o transformare a interiorului care ne amintește de Merzbau ansamblul constructivist al lui Kurt Schwitters.
Multe din lucrările Getei Brătescu pornesc de la ideea de artificiu. Pentru ea, conceptul este de o importanță centrală în înțelegerea artei și a creativității în general. Multe din lucrările ei surprind artificialitatea lor inerentă, captând mișcarea tranzitorie de la natură la cultură.
Geta Brătescu este prinsă într-o mișcare contradictorie, dezvoltând artificialitatea și admițând în acelasi timp inevitabilitatea ei. Revelatoare în acest sens sunt obiectele cu chipul ei ca o mască, accentuând sau diminuând prezența artificiului. Înalte exemple, trăsături ale chipului ei sunt combinate cu materiale din viața cotidiană, construind obiecte compozite sau colaje care sunt asamblate de multe ori cu umor, căutând participarea privitorului.
Ca în alte rânduri, artista trece de la seriozitate la umor, de la gravitate la fantezie nonșalantă și capriciu, de la rigoare conceptuală la inventivitate de neoprit. (Arta Getei Brătescu, text de Magda Radu, Ateliere de artiști din București p.11,Ed.Noimediaprint ).
În anul 2017, Geta Brătescu a devenit prima artistă din România căreia i s-a dedicat o expoziție personală în cadrul Bienalei de la Veneția. Proiectul s-a numit Apariții și a fost curatoriat de istoricul de artă Magda Radu. Spre finalul vieții, Geta Brătescu a primit „Steaua României”.

## Expoziții personale- selecție[12]
- 1947 - Galeria „Căminul Artei”, București
- 1967 - Sălile Dalles, București (în cadrul Colocviului Constantin Brâncuși)
- 1974 - „Magneți”, București
- 1975 - Studio 3 TowardsWhite, Galeria Galateea,București și Academia di Romania, Roma
- 1976 - „Atelier 3- Către alb”, Galeria Galateea, București
- 1980 - Colectia Michael Winter, Hamburg, cu albumul de litografii Mythology
- 1981 - Portretele Medeei, Galeria Simeza, București
- 1992 – Miturile și povestirile Getei Brătescu, Muzeul Universității din Missouri, U.S.A.
- 1999-2000 - Retrospectiva, Muzeul Național de Artă, curator Ruxandra Balaci
- 2003 - Atelier 4, Galeria Space (CIAC), curator Irina Cios
- 2006 - HTOO3 Gallery, curator Teodor Graur
- 2007 - Desene inedite UNAgaleria în expoziția cu titlul “Cinci minute”
- 2008 - "Colaj-Desen 1971-2006", Ivan Gallery, București;
- 2008 - Galeria Taxispalais,Innsbruck
- 2009 - "Faust", expoziție Geta Brătescu la Sibiu
- 2009 - „Spaces” Ivan Gallery, București;
- 2010 - "Alteritate" Galerie Mezzanin, Vienna[13]
- 2010 - „Economia darului”, Galeria The Blade Factory din Liverpool
- 2011 - „Alteritate” Galerie Barbara Weiss, Berlin
- 2017 - ,,The Studio: A Tireless, Ongoing Space” Camden Arts Centre din Londra
- 2023 - Geta Bratescu: Drawings as a dance, Muzeul de artă din Ravensburg, Germania

## Expoziții naționale de grup – selecție
- 1946 - Expoziția oficială de Grafică Alb si Negru, Sala Dalles,București
- 1974 – Arta și Energie, Galeria Nouă, București
- 1991 - Cartea-obiect, Muzeul de Artă al Colecțiilor, București
- 1991 - Sexul lui Mozart, Artexpo, București
- 1993 - Ex Oriente Lux, Salla Dalles, București
- 1996 - Experiment în arta românească după 1960, București, curator Alexandra Titu
- 2000 - In Full Dress, Muzeul Bruckenthal, Sibiu, curator Liviana Dan
- 2001 - Transitionland, Muzeul Național de Artă, curator Ruxandra Balaci
- 2007 - Geta Brătescu și Ion Grigorescu „Resurse”, M.N.A.C.,București, curator Ruxandra Balaci, Magda Radu
- 2010 - A 4-a ediție a Bienalei Internationale de Gravura Experimentala, Centrul Cultural Palatele Mogoșoaia;

## Expoziții de grup internaționale-selecție
- 1960 Bienala de la Veneția, Pavilionul României Expoziție de grup
- 1965,1969 - A doua și a patra Bienală Internațională de Tapiserie, Laussane
- 1968 - Expoziția Internațională Penița de Aur, Belgrad
- 1983,1987 - Bienala de la Sao Paolo, Brazilia
- 1984 - Bienala Europeana de Gravura, Fredrikstad, Norvegia
- 1993 - „OSTranenie”-Primul festival internațional video de la Bauhaus, Dessau
- 1994 - „Europa, Europa”, Bonn, Germania
- 2000 - „Arta Europei de Est în cu Occidentul. De la 1960 până în prezent”,Moderna Galerija, Ljlublijana
- 2002 - „În căutarea Bacalniei”, Neue Galerie Graz
- 2006 - „Arteast Collection 2000+23”, Moderna Galerjia Lubljiana
- 2010 -„Gender Check. Feminity and Masculinity in the Art of Eastern Europe”, Muzeul de Artă Modernă din Viena
- 2010-2011 -„After the Fall”, Hudson Valley Center for Contemporary Arts (HVCCA);
- 2010 - „Image at Work” la Index Foundation și I.C.R. Stockholm, curator: Helena Holmberg;
- 2011 - "Vestigii" 1982 Zona Maco. Mexico Arte Contemporaneo, curator Adriano Pedrosa[14]
- 2017 - „Apariții”, curator: Magda Radu, Bienala de la Veneția, Italia[15]

## Film și video/Performance[16]
- 1970 - „Plimbarea lui Esop”, desen animat
- 1971 - „Către alb”, Performance, înregistrare fotografică de Mihai Brătescu;
- 1977 - „Mâini” („Pentru ochi, mâna trupului meu îmi reconstituie portretul”), (alb-negru); imaginea Ion Grigorescu;
- 1977 - „Atelierul”, (alb-negru); imaginea Ion Grigorescu;
- 1992 - „Earthcake” (V H S), imaginea Alexandru Solomon;
- 1993 - „Cocktail automatic” (Beta S P); co-autor Alexandru Solomon;
- 1993 - „2x5” - un film realizat în colaborare cu Alexandru Solomon;

## Premii și distincții[17][18]
- 1965 - Premiul pentru Artă Decorativă al Uniunii Artiștilor Plastici din România;
- 1968 – Ordinul „Meritul Cultural” clasa a III-a „pentru activitate deosebită în domeniul artelor plastice”[19]
- 1970 - Premiul Revistei „Arta”;
- 1993 – Premiul „Ion Andreescu” ,decernat de Academia Română;
- 2008 - Premiul Național pentru Arte Vizuale;
- 2008 - Titlul de Doctor Honoris Causa al Universității Naționale de Arte, București.[9]

## Cărți publicate
- De la Veneția la Veneția, eseuri, Editura Meridiane, 1970;
- Atelier Continuu, eseuri, Editura Cartea Românească, 1985;
- Atelier Vagabond, eseuri, Editura Cartea Românească, 1993;
- A.R., roman, Fundația Culturală Secolul 21, 2000;
- Peisaj cu om, proză scurtă, Fundația Culturală Secolul 21, 2002;
- Ziua și Noaptea, Fundația Culturală Secolul 21, 2004;
- Copacul din curtea vecină, Fundația Culturală Secolul 21, 2009.

## Texte ilustrate
- Goethe-Faust, traducere de Ștefan Augustin Doinaș desene Geta Brătescu, Editura Univers, 1983;
- Esopia de Nastratin Hogea;
- Mutter courage de Bertolt Brecht;
- Ciuma de Albert Camus, Revista „Secolul 20”, p. 75-165,Nr. 6, Anul 1964;
- Concepția Machetei Revistei Secolul 20/21.

## Lucrări de Geta Brătescu în Muzee - selecție
- Muzeul Național de Artă Contemporană din București MNAC
- Muzeul de Artă Modernă din New York (MoMA
- Museum Moderner Kunst Stiftung Ludwig din Viena Arhivat în 5 mai 2015, la Wayback Machine.
- Arteast Collection 2000+23, Moderna Galerija Ljubljana din Slovenia[nefuncțională]

### Interviuri
- Un atelier al incercarilor continue. Interviu cu Geta BRATESCU, Raluca Alexandrescu, Observator cultural - numărul 24, august 2000
- Adriana Oprea, Interview with Geta Brătescu[nefuncțională]
, 24 December 2013
- Christoph Cherix, The Studio is Myself: Interview with Geta Brătescu, 15 February 2015